# Phrixgnathus blacki
Phrixgnathus blacki är en snäckart som beskrevs av Powell 1951. Phrixgnathus blacki ingår i släktet Phrixgnathus och familjen punktsnäckor. Inga underarter finns listade i Catalogue of Life.